# Hochbehälter Haubenschloß

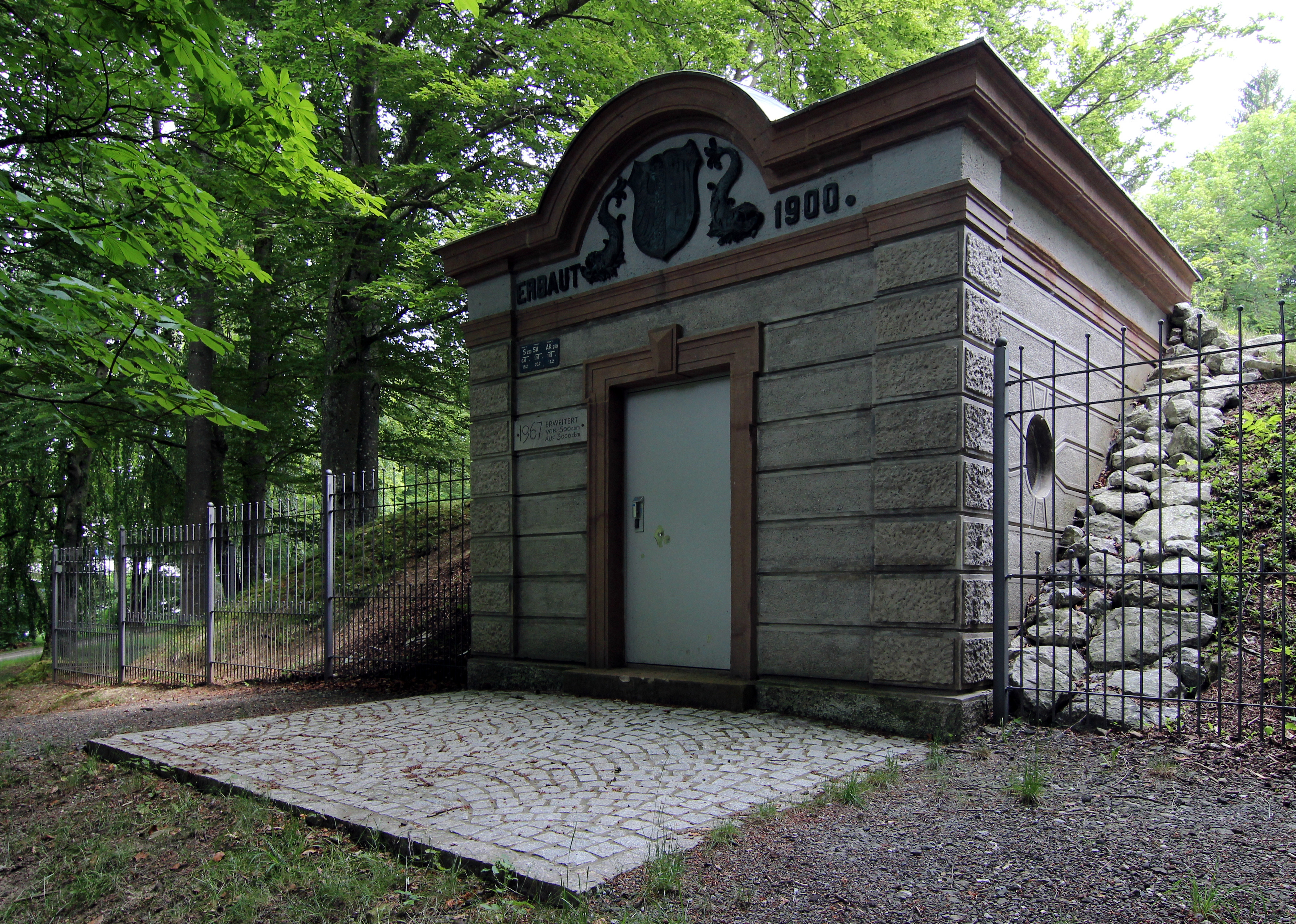
Hochbehälter am Haubenschloß: Im oberen Teil befindet sich in der Mitte das Wappen der Stadt Kempten (Allgäu), umgeben von Delfinen.

Der Hochbehälter Haubenschloß ist ein 1900 errichtetes Wasserreservoir am Estionenweg in der Haubenschloßanlage in Kempten (Allgäu).
Der neobarocke, denkmalgeschützte Bau trägt Bossenwerk und Ecklisenen. 1967 wurde die Kapazität des Hochbehälters von 1500 m³ auf 3000 m³ verdoppelt. Der Überlaufwasserspiegel liegt bei 747 Metern über Normalnull, der Trinkwasserdurchsatz liegt bei circa 1.000.000 m³ pro Jahr.
2009 wurden die Wasserkammern saniert.